# Szwałk (wieś w województwie warmińsko-mazurskim)
Szwałk (niem. Schwalg) – wieś w Polsce położona w województwie warmińsko-mazurskim, w powiecie oleckim, w gminie Kowale Oleckie. W latach 1975–1998 miejscowość administracyjnie należała do województwa suwalskiego.
1 stycznia 2017 część miejscowości zostanie włączona do gminy Gołdap w powiecie gołdapskim w tymże województwie.
W pobliżu wsi znajdują się jeziora: Szwałk Mały, Szwałk Duży, Piłwąg, Kociołek, Głębokie, Ciche. W miejscowości znajduje się kilka gospodarstw agroturystycznych.
W pobliżu osady znajduje się grodzisko Jaćwingów.

## Historia
Wieś położona nad dwoma jeziorami Szwałk Wielki (niem. Gross-Schwalg-See) i Szwałk Mały (niem. Klein- Schwalg- See), wymieniana w dokumentach w latach 1787-1789 jako folwark królewski. Wieś w XVIII i XIX wieku była siedzibą lokalnych władz skarbowych. Szkoła powstała tu przed rokiem 1840.
Część wsi, nazywana Szwałk Wielki, nosiła w 1859 roku nazwę niemiecką Fischerbude i założona została jako wieś szkatułowa.
W 1938 roku w Szwałku było 91 mieszkańców. Wtedy też znajdował się tu tartak, gorzelnia, cegielnia i inne zakłady usługowo-rzemieślnicze.

## Zabytki
- zespół pałacowo-parkowy z końca XIX w., parterowy z wydłużoną facjatką[5]. W chwili obecnej występujący pod nazwą Dwór Szwałk.